# 408 av. J.-C.
Cette page concerne l'année 408 av. J.-C. du calendrier julien proleptique.

## Événements
- Juin[1] : Alcibiade, nommé général, rentre triomphalement à Athènes où on lui confie une flotte. Il obtient les pleins pouvoirs[2].
- 21 juillet[1] : trois ambassades spartiates dirigées par Endios, l'ami d'Alcibiade, sont envoyées à Athènes après le 21 juillet pour négocier la paix. Elles échouent[3].

- Septembre[4] : les Athéniens se rendent en procession à Éleusis sous la protection de l'armée pour y célébrer les Mystères[2],[1].
- Octobre[1] : Alcibiade quitte Le Pirée avec une flotte de 100 trirèmes. Ils dirige vers Andros avec cent vaisseaux, bat la garnison lacédémonienne, puis avance vers Samos pour hiverner[2].

- Automne[5],[1] : Lysandre nommé navarque de Sparte, rencontre à Sardes Cyrus le Jeune, fils cadet de Darius II, qui vient d'être nommé satrape de Lydie, de Phrygie et de Cappadoce. Il accroît lui-même l’aide qu’il apporte à Sparte de la part du roi, ce qui permet à Lysandre d’augmenter la solde de ses matelots et de débaucher les équipages ennemis, moins bien payés.
  - Cyrus le Jeune a reçu le titre de « Caranos », qui lui donne le commandement des armées perses d'Asie Mineure. Il adopte une politique de rapprochement avec les Spartiates et particulièrement Lysandre, au détriment d'Athènes. Cyrus le Jeune entre rapidement en conflit avec Tissapherne, qui ne conserve que les villes de la côte[6]. L'ambassade athénienne bloquée à Gordion est retenue pendant trois ans par le satrape Pharnabaze sur ordre de Cyrus[7].

- Hiver 408-407 av. J.-C. : le stratège syracusain Hermocrate se rend à Himère, rassemble les ossements des morts syracusains que Dioclès avait abandonnés sans sépulture, et les emmène à Syracuse. Dioclès est exilé, mais le peuple refuse de laisser entrer Hermocrate, soupçonné d’aspirer à la tyrannie. Il tente de s’emparer de nuit de la ville, mais le peuple en armes le massacre avec ses partisans. Les survivants, excepté Denys, sont condamnés à mort[8].
- À Rome, consulat de tribuns consulaires (Trib. Mil. Cons. Pot.) élus sous la pression populaire. Caius Iulius Iullus, Publius Cornelius Cossus, Caius Servilius Ahala. Des tribuns militaires à pouvoir consulaire sont élus chaque année pendant 15 ans. Publius Cornelius Cossus est nommé dictateur pour mener une campagne contre Antium, qui s’est révoltée avec l’aide des Volsques[9].

- Formation de Rhodes par le synœcisme de trois cités. La ville est construite sur un plan attribué à Hippodamos de Milet[10].

- Rencontre de Socrate et de Platon[11].

- Euripide se rend à la cour de Pella[12].
- Première version (perdue) de Ploutos, comédie d'Aristophane [13].
- Victoire de Polydamas de Scotoussa au pancrace aux Jeux olympiques[14].

## Naissances en 408 av. J.-C.
- Eudoxe de Cnide, astronome, géomètre, médecin et philosophe grec.
- Dion de Syracuse.